# Liancourt-øerne
Liancourt-øerne (koreansk: Dokdo (독도), japansk: Takeshima (竹島), engelsk: Liancourt Rocks) er en lille ubeboet øgruppe 215 km øst for Koreahalvøen, beliggende i Japanske Hav. Administrativt er øgruppen en del af det administrative område Ulleung i provinsen Nordgyeongsang i Sydkorea. Området består af 44 øer hvoraf fire er beboede. Dokdo er ubeboet, men sydkoreansk kystvagt har siden 1954 været stationeret på øerne.
Dokdo er et politisk omstridt område trods sin beskedne størrelse på 187,450 m² fordelt på 90 øer, holme og skær. Japan gør krav på området som klassificeres som en del af Okinoshima i præfekturet Shimane. Årsagen til stridighederne kan være at området antages at være rigt på naturressourcer, ikke kun fisk, men også naturgas.